# Список бригад Войска Республики Сербской

Бригады Войска Республики Сербской (серб. Бригаде Војске Републике Српске) — воинские формирования Войска Республики Сербской, существовавшие в годы Боснийской войны. 
Несмотря на то, что за образец структуры подразделений брался опыт Югославской народной армии, бригады и батальоны ВРС насчитывали меньше людей, чем аналогичные им подразделения в федеральной армии. Также большинство из них создавались по территориальному признаку: город или община формировали несколько частей, которые пополнялись местными жителями. В этих же населенные пунктах располагались тыловые части. Таким образом, основные силы ВРС было тяжело перебрасывать с одного участка фронта на другой.

## Список бригад

### Бронетанковые бригады
| Наименование                                       | Годы существования | Командующий                   | Входила в состав     | Примечания        |
| -------------------------------------------------- | ------------------ | ----------------------------- | -------------------- | ----------------- |
| 1-я бронетанковая бригада серб. 1. оклопна бригада | 1992—1996          | Ратомир Симич, Милан Дуплянин | 1-й Краинский корпус | [ 2 ] [ 3 ] [ 4 ] |
| 2-я бронетанковая бригада серб. 2. оклопна бригада | 1992—1996          | Славко Лисица, Мико Шкорич    | 1-й Краинский корпус | [ 5 ] [ 6 ] [ 7 ] |

### Горно-штурмовые бригады
| Наименование                                                  | Годы существования | Командующий | Входила в состав     | Примечания |
| ------------------------------------------------------------- | ------------------ | ----------- | -------------------- | ---------- |
| 31-я горно-штурмовая бригада серб. 31. брдско јуришна бригада | 1994—1996          | Бошко Велич | 1-й Краинский корпус |            |

### Механизированные бригады
| Наименование                                                                     | Годы существования | Командующий      | Входила в состав             | Примечания        |
| -------------------------------------------------------------------------------- | ------------------ | ---------------- | ---------------------------- | ----------------- |
| 1-я Сараевская механизированная бригада серб. 1. Сарајевска механизована бригада | 1992—1996          | Благое Ковачевич | Сараевско-Романийский корпус | [ 5 ] [ 8 ] [ 9 ] |
| 15-я механизированная бригада серб. 15. механизована бригада                     | 2004—2006          | ?                | Генеральный штаб             | [ 10 ]            |

### Моторизованные бригады
| Наименование                                                                                   | Годы существования           | Командующий                                                 | Входила в состав                              | Примечания           |
| ---------------------------------------------------------------------------------------------- | ---------------------------- | ----------------------------------------------------------- | --------------------------------------------- | -------------------- |
| 1-я гвардейская моторизованная бригада серб. 1. гардијска моторизована бригада                 | 19 января 1993—1 апреля 1997 | Миленко Лазич, Драган Лалович, Здравко Самарджич            | Генеральный штаб                              |                      |
| 1-я Герцеговинская моторизованная бригада серб. 1. Херцеговачка моторизована бригада           | 1992—1996                    | Обрад Вичич, Ратко Станич, Миладин Прстойевич, Богдан Ковач | Герцеговинский корпус                         | [ 11 ]               |
| 2-я Романийская моторизованная бригада серб. 2. Романијска моторизована бригада                | 1992—1996                    | Велько Босанац, Радислав Крстич                             | Сараевско-Романийский корпус, Дринский корпус | [ 12 ]               |
| 7-я Купресско-Шиповская моторизованная бригада серб. 7. Купрешко-шиповска моторизована бригада | 1992—1996                    | Витомир Груйич, Божидар Ракич, Драго Самарджия              | 2-й Краинский корпус                          | [ 13 ]               |
| 8-я Герцеговинская моторизованная бригада серб. 8. Херцеговачка моторизована бригада           | 1992—1996                    | Новица Гушич, Зоран Пуркович                                | Герцеговинский корпус                         | [ 14 ] [ 15 ] [ 16 ] |
| 16-я Краинская моторизованная бригада серб. 16. Крајишка моторизована бригада                  | 1991—1996                    | Милан Челекетич, Вукадин Макагич, Владо Топич               | 1-й Краинский корпус                          | [ 17 ] [ 4 ]         |
| 27-я Дервентская моторизованная бригада серб. 27. Дервентска моторизована бригада              | 1992—1996                    | Любо Обрадович                                              | 1-й Краинский корпус                          | [ 4 ] [ 18 ]         |
| 43-я Приедорская моторизованная бригада серб. 43. Приједорска моторизована бригада             | 1992—1996                    | Владимир Арсич, Радмило Зеляя, Радован Шмитран              | 1-й Краинский корпус                          | [ 4 ] [ 19 ]         |
| 112-я моторизованная бригада серб. 112. моторизована бригада                                   | —                            | Никола Рашуо                                                | —                                             | [ 20 ]               |

### Пехотные бригады
| Наименование                         | Годы существования             | Командующий                                                 | Входила в состав                                 | Примечания |
| ------------------------------------ | ------------------------------ | ----------------------------------------------------------- | ------------------------------------------------ | ---------- |
| 1-я Зворникская пехотная бригада     | 1992—1995                      | Винко Пандуревич Видое Благоевич                            | Дринский корпус                                  |            |
| 1-я Романийская пехотная бригада     | 1992—1996                      | Владо Лиздек                                                | Сараевско-Романийский корпус                     |            |
| 1-я Новиградская пехотная бригада    | 1993—1996                      |                                                             | 1-й Краинский корпус                             | [ 4 ]      |
| 1-я Посавинская пехотная бригада     | 1992—1996                      |                                                             | Восточно-Боснийский корпус                       | [ 21 ]     |
| 1-я Тесличская пехотная бригада      | 1992—1996                      |                                                             | 1-й Краинский корпус                             | [ 4 ]      |
| 1-я Требавская пехотная бригада      | 1992—1996                      |                                                             | Восточно-Боснийский корпус, 1-й Краинский корпус | [ 4 ]      |
| 2-я Краинская пехотная бригада       | 1992—1996                      |                                                             | 1-й Краинский корпус                             | [ 4 ]      |
| 2-я Посавинская пехотная бригада     | 1992—1996                      |                                                             | Восточно-Боснийский корпус                       | [ 21 ]     |
| 6-я Санская пехотная бригада         | 1993—1996                      |                                                             | 1-й Краинский корпус                             | [ 4 ]      |
| 11-я Дубицкая пехотная бригада       | 1993—1996                      |                                                             | 1-й Краинский корпус                             | [ 4 ]      |
| 15-я Бихачская пехотная бригада      | 1992—1996                      |                                                             | 2-й Краинский корпус                             | [ 22 ]     |
| 19-я Доньивакуфская пехотная бригада | 1992—1996                      |                                                             | 1-й Краинский корпус                             | [ 4 ]      |
| 22-я пехотная бригада                | 1992—1996                      |                                                             | 1-й Краинский корпус                             | [ 4 ]      |
| Илиджанская пехотная бригада         | 1992—1996                      | Владимир Радойчич                                           | Сараевско-Романийский корпус                     |            |
| Илияшская пехотная бригада           | 1992—1995                      | Марко Копанья, Драган Йосипович, Милош Делич, Божидар Савич | Сараевско-Романийский корпус                     |            |
| Студенческая бригада                 | 4 ноября 1994 — 15 января 1995 | Борислав Койич                                              | 1-й Краинский корпус                             |            |

### Легкопехотные бригады
- 1-я Баня-Лукская лёгкая пехотная бригада
- 1-я Биелинская лёгкая пехотная бригада
- 1-я Бирачская лёгкая пехотная бригада
- 1-я Братунацкая лёгкая пехотная бригада
- 1-я Власеницкая лёгкая пехотная бригада
- 1-я Вучьякская лёгкая пехотная бригада
- 1-я Градишская лёгкая пехотная бригада
- 1-я Дрварская лёгкая пехотная бригада
- 1-я Добойская лёгкая пехотная бригада
- 1-я Имлянская лёгкая пехотная бригада
- 1-я Кнежевская лёгкая пехотная бригада
- 1-я Котор-Варошская лёгкая пехотная бригада
- 1-я Крнинская лёгкая пехотная бригада
- 1-я Лакташская лёгкая пехотная бригада
- 1-я Маевицкая лёгкая пехотная бригада
- 1-я Миличская лёгкая пехотная бригада
- 1-я Новиградская лёгкая пехотная бригада
- 1-я Озренская лёгкая пехотная бригада (Возуча)
- 1-я Осиньская лёгкая пехотная бригада
- 1-я Подгрмечская лёгкая пехотная бригада
- 1-я Подринская лёгкая пехотная бригада
- 1-я Прняворская лёгкая пехотная бригада
- 1-я Семберийская лёгкая пехотная бригада
- 1-я Србацкая лёгкая пехотная бригада
- 1-я Теслицкая лёгкая пехотная бригада
- 1-я Требавская лёгкая пехотная бригада
- 1-я Требиньская лёгкая пехотная бригада
- 1-я Челинацкая лёгкая пехотная бригада
- 1-я Шиповская лёгкая пехотная бригада
- 2-я Баня-Лукская лёгкая пехотная бригада
- 2-я Герцеговинская лёгкая пехотная бригада
- 2-я Краинская лёгкая пехотная бригада
- 2-я Маевицкая лёгкая пехотная бригада
- 2-я Озренская лёгкая пехотная бригада (Петрово-Село)
- 2-я Подринская лёгкая пехотная бригада
- 2-я Посавская лёгкая пехотная бригада
- 2-я Сараевская лёгкая пехотная бригада
- 2-я Семберийская лёгкая пехотная бригада
- 2-я Теслицкая лёгкая пехотная бригада
- 3-я Баня-Лукская лёгкая пехотная бригада
- 3-я Маевицкая лёгкая пехотная бригада
- 3-я Озренская лёгкая пехотная бригада (Тумаре)
- 3-я Петровацкая лёгкая пехотная бригада
- 3-я Посавская лёгкая пехотная бригада
- 3-я Сараевская лёгкая пехотная бригада
- 3-я Семберийская лёгкая пехотная бригада
- 4-я Баня-Лукская лёгкая пехотная бригада
- 4-я Озренская лёгкая пехотная бригада (Ябланица)
- 5-я Гламочская лёгкая пехотная бригада
- 5-я Козарская лёгкая пехотная бригада
- 5-я Подринская лёгкая пехотная бригада
- 6-я Санская лёгкая пехотная бригада
- 9-я Граховская лёгкая пехотная бригада
- 11-я Крупская лёгкая пехотная бригада
- 11-я Дубицкая лёгкая пехотная бригада
- 11-я Мрконичская лёгкая пехотная бригада
- 15-я Бихачская лёгкая пехотная бригада
- 17-я Ключская лёгкая пехотная бригада
- 19-я Србобранская лёгкая пехотная бригада
- 22-я Кнежевская лёгкая пехотная бригада
- Игманская лёгкая пехотная бригада